# Список послов России в Гватемале
В статье представлен список послов России в Гватемале.

## Хронология дипломатических отношений
- 19 апреля 1945 года — установлены дипломатические отношения на уровне миссий. Миссии не созданы, представители не аккредитованы.
- 1995 год — открыто посольство Гватемалы в Москве.
- В 1996—2007 годах — дипломатические отношения со стороны России осуществлялись через посольство в Коста-Рике.
- 2007 год — открыто посольство России в Гватемале.

## Список послов
| Срок полномочий                 | Посол                          | Годы жизни | Вручение верительных грамот | Комментарии                  |
| ------------------------------- | ------------------------------ | ---------- | --------------------------- | ---------------------------- |
| 24 июля 1996 — 14 октября 1999  | Владимир Николаевич Казимиров  | 1929—2024  |                             | По совместительству          |
| 14 октября 1999 — 25 марта 2004 | Николай Михайлович Елизаров    | 1937—2020  |                             | По совместительству          |
| 2 апреля 2004 — 14 ноября 2007  | Валерий Дмитриевич Николаенко  | 1941—      |                             | По совместительству          |
| 14 ноября 2007 — 4 октября 2011 | Николай Михайлович Владимир    | 1947—      |                             |                              |
| 4 октября 2011 — 3 октября 2017 | Николай Евгеньевич Бабич       | 1948—2025  |                             |                              |
| 3 октября 2017 — 21 ноября 2020 | Александр Николаевич Хохоликов | 1957—      | 12 декабря 2017             |                              |
| 24 мая 2021 — 10 октября 2024   | Владимир Николаевич Винокуров  | 1954—      | 3 августа 2021              |                              |
| июнь 2024 — апрель 2025         | Максим Валерьевич Раку         | 1983—      |                             | Временный поверенный в делах |
| 1 апреля 2025 — настоящее время | Сергей Юрьевич Рещиков         | 1960—      | 14 мая 2025                 |                              |